# John Forrest Dillon
John Forrest Dillon (25 décembre 1831-6 mai 1914) est un avocat dans l'Iowa et dans l'État de New York, juge de la Cour suprême de l'Iowa et un juge des tribunaux de circuit des États-Unis du huitième circuit. Il est l'auteur d'un traité très influent sur le pouvoir des États sur les gouvernements municipaux.

## Éducation et carrière
Né le 25 décembre 1831, à Northampton, (alors dans comté de Montgomery, maintenant partie du comté de Fulton), New York, Dillon a obtenu son doctorat en médecine en 1850 à l'université de l'Iowa . Après avoir appris le droit, il se lance dans une carrière privée à Davenport, Iowa entre 1852 et 1853. Il devient ensuite procureur du comté de Scott (Iowa) de 1853 à 1858. Puis il a été juge de l'Iowa District Court pour le septième district judiciaire de 1858 à 1862. Enfin il a fini juge de la Cour suprême de l'Iowa entre 1862 et 1868.

## Service judiciaire fédéral
Dillon a été nommé par le président Ulysses S. Grant le 9 décembre 1869 aux tribunaux de circuit des États-Unis pour le huitième circuit, à un nouveau siège  Il fut confirmé par le Sénat des États-Unis le 22 décembre 1869 et reçut son poste le même jour. Son mandat a pris fin le 1er septembre 1879 en raison de sa démission.

### Bourse et décision notable
Alors qu'il était sur le banc fédéral, Dillon a écrit Municipal Corporations (1872), l'une des premières études systématiques sur le sujet.[réf. nécessaire] Il est également l'auteur de la suppression des cas des tribunaux d'État aux tribunaux fédéraux et aux obligations municipales, tous deux en 1876.[réf. nécessaire] Le 17 février 1876, pendant les poursuites pour greffe de Whiskey Ring, le juge Dillon a jugé que la déposition d'Ulysses S. Grant pour Orville E. Babcock était recevable au tribunal.

## Fin de carrière
À la suite de sa démission de la magistrature fédérale, Dillon devint professeur de droit à l'université Columbia de 1879 à 1882. Il a repris sa carrière privée à New York de 1882 jusqu'à sa mort en 1914. Il a également été professeur de droit à l'université Yale de 1891 à 1892, cours duquel il a écrit The Laws and Jurisprudence of England and America: Being a Series of Lectures Delivered Before Yale University. Il est décédé le 6 mai 1914 à New York.

## Mémorial

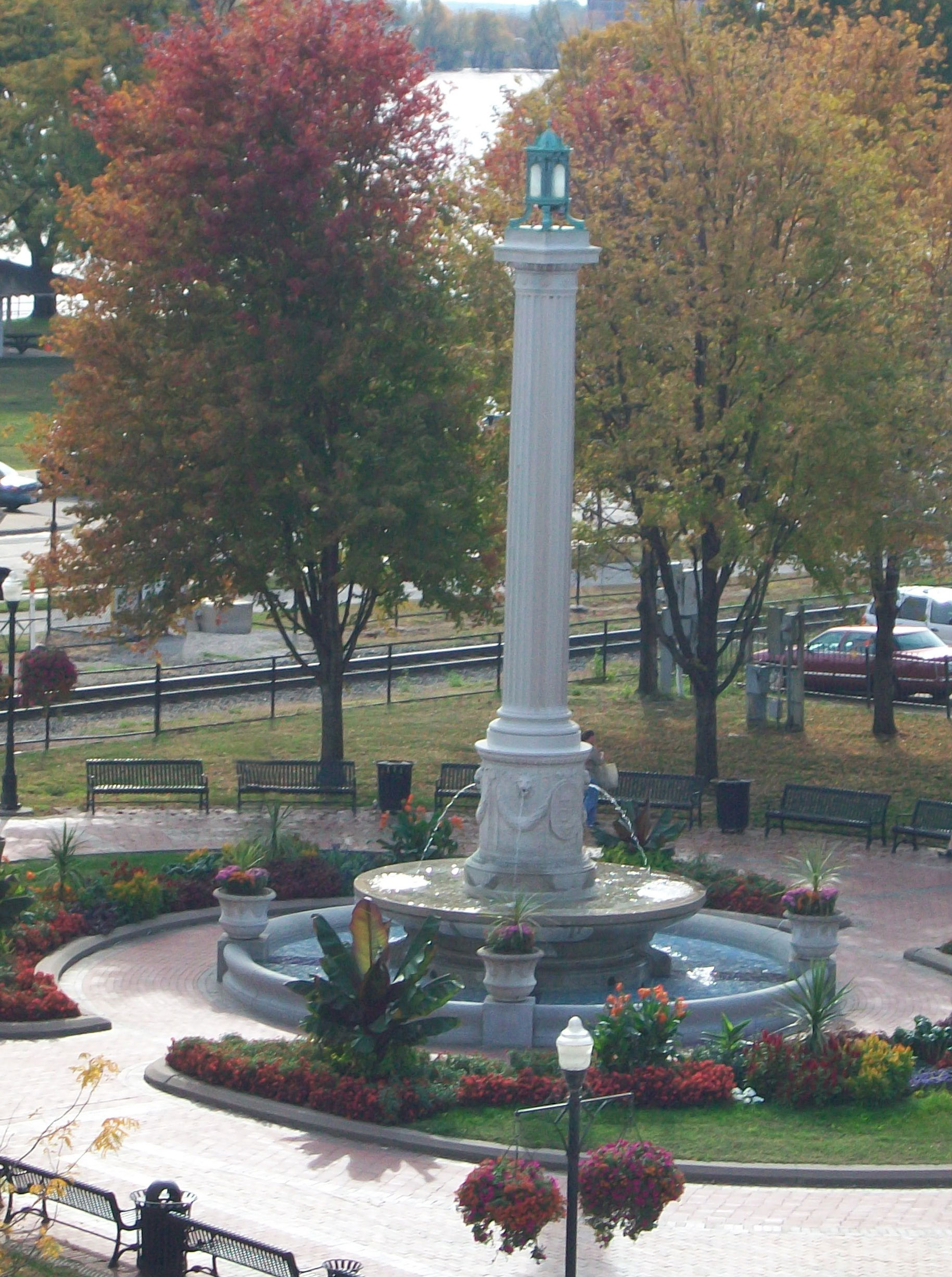
Mémorial Dillon à Davenport (Iowa)

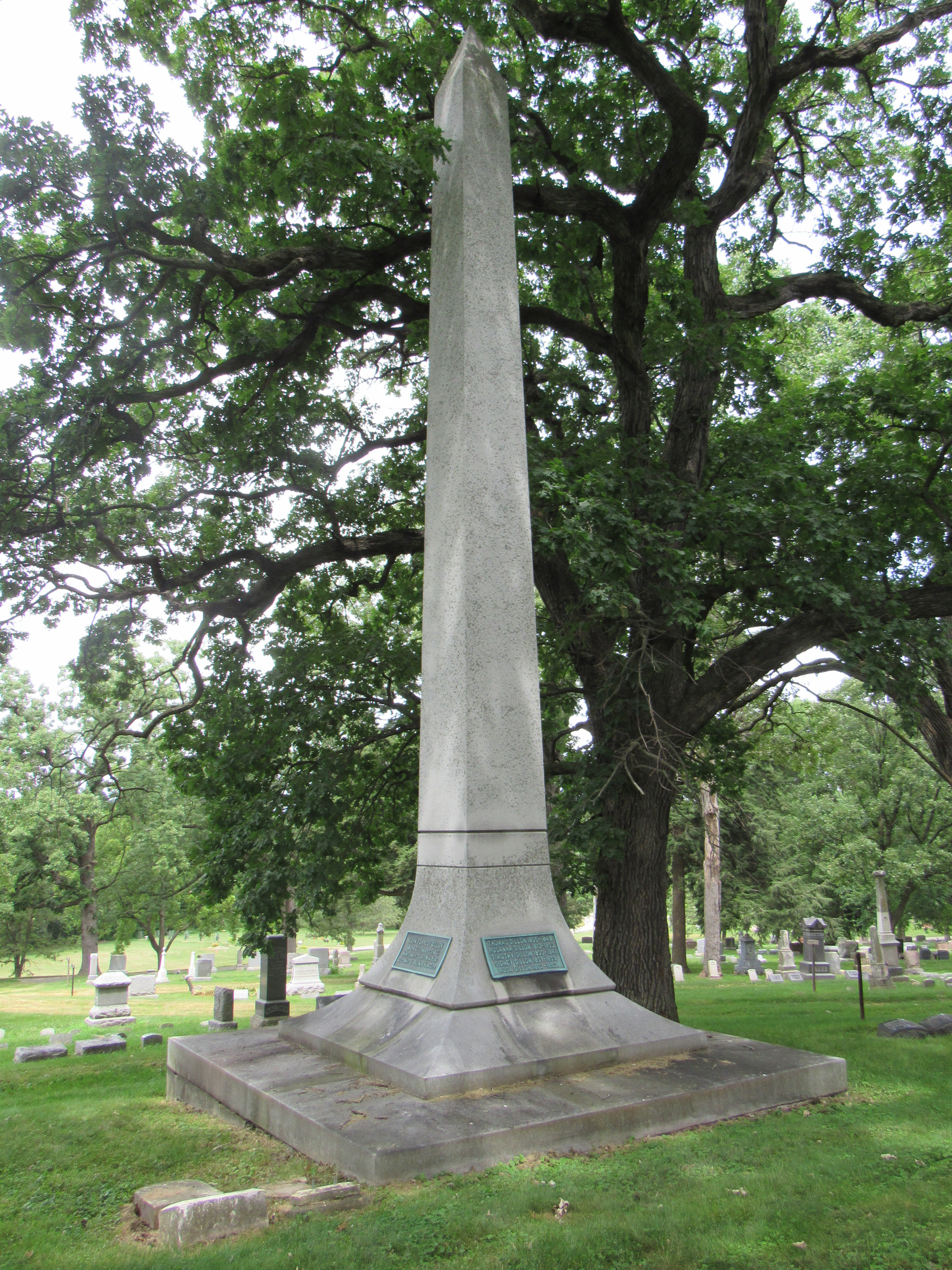
Le monument de la famille Dillon à Oakdale Memorial Gardens à Davenport (Iowa), où Dillon est enterré.

Une fontaine commémorative à Dillon a été érigée dans le centre-ville de Davenport en 1918, sculptée en calcaire de l'Indiana et de style roman, par le sculpteur Harry Liva.[réf. nécessaire]

## Famille
En 1853, Dillon épouse Anna Margery Price (née le 19 juin 1835).[réf. nécessaire] Ils ont eu deux fils et une fille. Anna et leur fille, Mme Annie Dillon Oliver, sont décédées dans le naufrage du paquebot français La Bourgogne en juillet 1898.[réf. nécessaire] Le fils aîné de Dillon, Hiram Price Dillon (1855–1918), est devenu avocat en Iowa et Maître de Chancellerie à la cour fédérale.[réf. nécessaire] La sœur de John F. Dillon a épousé John B. Jordan, un marchand de Davenport.[réf. nécessaire] Ce mariage a produit une fille Jennie, qui a épousé Louis Stengel.[réf. nécessaire] Louis et Jennie Stengel ont eu un fils, Charles Dillon (Casey) Stengel, nommé d'après le juge, qui avait eu une longue carrière en tant que joueur de baseball.[réf. nécessaire]

## Règle de Dillon
La théorie de la prééminence de l'État sur les gouvernements locaux a été exprimée sous la forme de la règle de Dillon dans une affaire de 1868 : « Les corporations municipales doivent leur origine à la législature et en tirent entièrement leurs pouvoirs et droits. Elle leur insuffle le souffle de vie, sans lequel elles ne peuvent exister. Comme elle crée, elle peut les détruire. Si elle peut détruire, elle peut diriger et contrôler. » Au contraire, la doctrine Cooley, ou la doctrine du Home rule, exprime la théorie d'un droit inhérent à l'autodétermination locale. Dans une opinion concordante, le juge de la Cour suprême du Michigan, Thomas M. Cooley, a déclaré en 1871 : «le gouvernement local est une question de droit absolu; et l'État ne peut pas l'enlever. »
Dans Municipal Corporations (1872), Dillon a expliqué que contrairement aux pouvoirs des États, qui sont illimités sauf pour des restrictions en vertu de la constitution de l'État ou fédérale, les municipalités n'ont que les pouvoirs qui leur sont expressément accordés. Cette formulation de l'étendue du pouvoir municipal est connue sous le nom de «règle de Dillon».[réf. nécessaire] Il soutient que les gouvernements municipaux ont seulement les pouvoirs expressément accordés à eux par la législature de l'état, ces pouvoirs nécessairement impliqués par les pouvoirs exprès, et ceux qui sont essentiels et indispensables à l'existence et au fonctionnement de la municipalité.[réf. nécessaire] De plus, les pouvoirs expressément accordés à la municipalité devraient être interprétés de façon restrictive, et toute ambiguïté dans l'octroi législatif du pouvoir devrait être résolue contre la municipalité.[réf. nécessaire] Cependant, lorsque l'état n'a pas spécifiquement dirigé la méthode par laquelle la municipalité peut mettre en œuvre son pouvoir accordé, la municipalité a le pouvoir discrétionnaire de choisir la méthode tant que son choix est raisonnable.[réf. nécessaire]
La Cour suprême des États-Unis a cité Municipal Corporations et a pleinement adopté le point de vue de Dillon sur le pouvoir de l'État sur les municipalités lors du procès Hunter v. Pittsburgh (en)  qui a confirmé le pouvoir de la Pennsylvanie d'intégrer la ville d'Allegheny dans la ville de Pittsburgh, malgré les objections d'une majorité des résidents d'Allegheny. La décision de la Cour selon laquelle les États pouvaient modifier ou abolir à volonté les chartes des corporations municipales sans enfreindre les droits contractuels reposait sur la distinction de Dillon entre les corporations municipales publiques et celles privées.
Des centaines de décisions de justice américaines ont utilisé la règle Dillon pour déterminer l'étendue des pouvoirs et des droits municipaux.[réf. nécessaire] Les opposants à la règle ont soutenu qu'elle impose des contraintes déraisonnables sur la capacité des communautés à se gouverner elles-mêmes et sape la démocratie ou que l'autonomie locale est une question de droit naturel qui n'a pas besoin d'être conférée par des structures politiques plus élevées.[réf. nécessaire] Certains ont suggéré que l'approche de Dillon dérive de la vision contemporaine que les villes étaient des organismes politiques intrinsèquement corrompus.[réf. nécessaire] Les États qui ne suivent pas la Règle de Dillon, les États dits de home rule, dont l'Iowa natale de Dillon restent une minorité, malgré la diminution significative de la perception de la corruption municipale par le peuple.[réf. nécessaire]
David Y. Miller soutient que Dillon s'est heurté à un paradoxe central en définissant les villes américaines : avoir une grande autorité politique tout en ayant peu de légitimité juridique.[réf. nécessaire]

## Sources
- Gerald E. Frug et coll., Local Government Law, 3e éd. p. 139–158. West Publishing, 2001.
- Voir Arlington County c. White, 528 SE2d 706 (Va. 2000), pour une utilisation moderne de la règle Dillon pour invalider l'action municipale. Voir State c. Hutchison, 624 P.2d 1116 (Utah 1980) pour un exemple de la vision critique minoritaire.
- David Y. Miller, La Gouvernance régionale de l'Amérique métropolitaine, p. 1–2. Westview Press, 2002.
- Robert W. Creamer, «Stengel : sa vie et son temps», p. 21–23.
- John Forrest Dillon
- Iowa Judicial Branch Past Iowa Supreme Court Justices page for John Forrest Dillon